# معركة أغدز (1916)
معركة أغدز هي مواجهة عسكرية اندلعت في ديسمبر من عام 1916 بين السنوسيين و المجاهدين الطوارق بقيادة القائد محمد أغ كاوصن وقوات الاحتلال الفرنسي في مدينة أغدز شمال النيجر. وتُعد هذه المعركة جزءًا من الحرب الفرنسية السنوسية الثانية، حيث جاءت في سياق حملة كاوصن الرامية إلى تحرير شمال النيجر من السيطرة الفرنسية، بعد عودته من ليبيا وقيادته لحركة مقاومة منظمة استندت إلى تعبئة القبائل الطارقية ودعوتها إلى الجهاد ضد الاستعمار. أسفرت المعركة عن استيلاء المجاهدين على المدينة، فيما بقي المركز الفرنسي محاصرًا حتى وقت لاحق.